# Kim Jensen (træner)
 Der er flere personer med dette navn, se Kim Jensen.
Kim Jensen (født 24. oktober 1961 i Brønderslev) er en dansk underviser på Aalborg Sportshøjskole. Han er tidligere assisterende landstræner for Danmarks håndboldlandshold for damer og  blev erstattet af Ulrik Kirkely i september 2012.
Han var aktiv håndboldspiller i Brønderslev IF. Kim Jensen spillede 84 landskampe og scorede 91 mål for Danmarks håndboldlandshold siden debuten 23. oktober 1980. De første kampe for ynglinge- og ungdomslandsholdet kom i 1979.
Kim Jensen startede på Aalborg Sportshøjskole i 1992, hvor han står for undervisningen i blandt andet klatring, håndbold og windsurfing. Han har den højeste håndboldtræneruddannelse i Europa, EHF-mastercoach. I 1996 blev Kim Jensen ansat af Dansk Håndbold som assisterende landstræner for den daværende cheftræner for damerne, Ulrik Wilbek. Han har været assistent for Wilbek, Brian Lyngholm og Jan Pytlick (2 perioder). 
Hans kontrakt med Dansk Håndbold løb til og med Sommer-OL 2012 i London, hvorefter han stoppede for at hellige sig et arbejde uden for håndbolden.

## Medaljer
Kim Jensens første medalje som assistenttræner vandt han ved EM i håndbold 1996, da Danmark blev Europamester på hjemmebanen i Herning med en 25-23 sejr over Norges håndboldlandshold i finalen.
- OL guld: 2000 i Sydney, 2004 i Athen.
- VM guld: 1997 i Tyskland.
- EM guld: 1996 i Danmark, 2002 i Danmark.
- EM sølv: 1998 i Holland, 2004 i Ungarn.